# Теорема Асколи — Арцела
Теорема Арцела́ — утверждение, которое представляет собой критерий предкомпактности множества в полном метрическом пространстве в том специальном случае, когда рассматриваемое пространство — пространство непрерывных функций на отрезке вещественной прямой. Названа в честь автора, Чезаре Арцела.
Теорема Арцела — Асколи (или Асколи — Арцела) — это обобщение теоремы Арцела на тот случай, когда рассматриваются семейства отображений метрических компактов (обобщённая теорема Арцела).
Применение теоремы Арцела связано со специальными свойствами рассматриваемых семейств, а именно: с равномерной ограниченностью и равностепенной непрерывностью.

## Введение
В математическом анализе (а затем и в функциональном анализе) рассматриваются всевозможные семейства непрерывных функций, заданных на специальных множествах (метрических компактах) и исследуется вопрос о «полноте» таких семейств. В частности, возникает вопрос о существовании предела, например, у последовательности непрерывных числовых функций, заданных на отрезке {\displaystyle [a,b]}, а также о свойствах данного предела.
Согласно критерию Коши, равномерный предел непрерывных функций, также является непрерывной функцией, что означает полноту пространства {\displaystyle C[a,b]}. Существенным здесь является то, что область определения функций — компактное подмножество вещественной прямой (отрезок), а функции принимают значение в полном метрическом пространстве. Аналогичный результат мы получим если возьмём класс непрерывных отображений произвольного метрического компакта в полное метрическое пространство.
Полнота класса {\displaystyle C[a,b]} позволяет приблизить всякую непрерывную функцию последовательностью приближений, каждое из которых является функцией в некотором смысле «более простой» чем исходная. Об этом говорит теорема Вейерштрасса: каждую непрерывную функцию на отрезке можно сколь угодно точно приблизить полиномами.
Теорема Арцела относится к тому случаю, когда рассматривается некоторое семейство непрерывных функций {\displaystyle F\subset C(K,Y)}, где {\displaystyle K} — метрический компакт, а {\displaystyle Y} — полное метрическое пространство, и исследуется вопрос о том, можно ли выделить из этого семейства сходящуюся подпоследовательность. Поскольку пространство {\displaystyle C(K,Y)} полное, то существование предельной точки означает, по существу, предкомпактность семейства {\displaystyle F} в {\displaystyle C(K,Y)}. Поэтому теорему можно сформулировать в общем виде, говоря именно о предкомпактности.
Таким образом, Теорема Арцела представляет собой критерий предкомпактности семейства непрерывных функций, заданных на компакте и действующих в полное метрическое пространство.
Существующий критерий предкомпактности множества в полном пространстве требует проверки вполне ограниченности данного множества. На практике, такой критерий не является эффективным. Поэтому представляется целесообразным каким-то образом использовать свойства самих функций, входящих в семейство, чтобы получить критерий предкомпактности, пригодный для применения на практике.
В ходе исследований оказалось, что такими свойствами являются свойства равномерной ограниченности и равностепенной непрерывности рассматриваемого семейства.
Упоминание о равностепенной непрерывности было сделано одновременно Джулио Асколи(1883—1884) и Чезаре Арцела (1882—1883). Слабая форма теоремы была доказана Асколи в 1883—1884, который установил достаточное условия компактности, и Арцелой в 1895, который привёл необходимое условие и дал первую чёткую интерпретацию результата. Дальнейшее обобщение теоремы было доказано Фреше (1906) для пространств, в которых понятие предела имеет смысл, например, метрического пространства или хаусдорфового Данфорд, Шварц (1958). Современные формулировки теоремы позволяют области и диапазону быть метрическими пространствами. Наиболее общая формулировка теоремы даёт необходимое и достаточное условия для того, чтобы семейство функций из компактного хаусдорфового пространства в Равномерное пространство было компактным в топологии равномерной сходимости Бурбаки (1998, § 2.5).

## Определения
Рассмотрим пространство {\displaystyle C[a,b]} непрерывных функций, заданных на отрезке {\displaystyle [a,b]}, вместе с метрикой равномерной сходимости. Это — полное метрическое пространство. Известно, что:
- Для того, чтобы некоторое подмножество полного метрического пространства было предкомпактным, необходимо и достаточно, чтобы оно было вполне ограниченным.

В случае пространства {\displaystyle C[a,b]}, однако, можно использовать более эффективный критерий предкомпактности, но для этого придётся ввести два следующих ниже понятия.
Положим, что {\displaystyle F} — некоторое семейство непрерывных функций, заданных на отрезке {\displaystyle [a,b]}.

### Равномерная ограниченность
Семейство {\displaystyle F} называется равномерно ограниченным, если существует единая для всех элементов семейства постоянная {\displaystyle K}, которой ограничены все функции семейства:
{\displaystyle \forall f\in F\quad \forall x\in [a,b]\quad |f(x)|<K}.

### Равностепенная непрерывность
Семейство {\displaystyle F} называется равностепенно непрерывным, если для любого {\displaystyle \varepsilon >0} существует {\displaystyle \delta >0} такая, что для всякого элемента {\displaystyle f\in F} и для любых точек {\displaystyle x_{1}} и {\displaystyle x_{2}} таких, что {\displaystyle |x_{1}-x_{2}|<\delta }, выполняется строгое неравенство {\displaystyle |f(x_{1})-f(x_{2})|<\varepsilon }.

## Формулировка
Функциональное семейство {\displaystyle F} является предкомпактным в полном метрическом пространстве {\displaystyle C[a,b]} тогда и только тогда, когда это семейство является равномерно ограниченным и равностепенно непрерывным.

## Доказательство
Фактически, необходимо показать, что оба указанных свойства семейства функций эквивалентны вполне ограниченности данного семейства.

### Необходимость
Итак, пусть семейство {\displaystyle F} — вполне ограниченное.
Фиксируем {\displaystyle \varepsilon >0} и построим конечную {\displaystyle (\varepsilon /3)}-сеть вида: {\displaystyle \{\varphi _{i}\}_{i=1}^{n}}.
Поскольку каждая функция данной системы непрерывна и, следовательно, ограничена, то для каждой такой функции существует своя константа {\displaystyle K_{i}} такая что, {\displaystyle |\varphi _{i}(x)|<K_{i}} для всякого {\displaystyle x\in [a,b]}.
Поскольку таких функций конечное множество, то можно взять {\displaystyle K=\max _{i}K_{i}+\varepsilon /3}.
Теперь, если взять произвольную функцию {\displaystyle f\in F}, то для этой функции существует такой элемент {\displaystyle \varphi _{i}} {\displaystyle (\varepsilon /3)}-сети, что {\displaystyle |f(x)-\varphi _{i}(x)|<\varepsilon /3} для всякого {\displaystyle x\in [a,b]}. Очевидно, что в этом случае функция {\displaystyle f} будет ограничена константой {\displaystyle K}.
Тем самым показано, что семейство {\displaystyle F} является равномерно ограниченным.
Опять же, в силу непрерывности каждого элемента {\displaystyle (\varepsilon /3)}-сети, этот элемент оказывается также и равномерно непрерывным и, следовательно, по {\displaystyle (\varepsilon /3)} можно подобрать такое {\displaystyle \delta _{i}} такое, что {\displaystyle |\varphi _{i}(x_{1})-\varphi _{i}(x_{2})|<\varepsilon /3} для любых точек {\displaystyle x_{1},x_{2}\in [a,b]} таких, что {\displaystyle |x_{1}-x_{2}|<\delta _{i}}.
Положим {\displaystyle \delta =\min _{i}\delta _{i}}.
Если теперь рассмотреть произвольную функцию {\displaystyle f\in F}, то для заданного {\displaystyle \varepsilon >0} будет иметь место строгое неравенство {\displaystyle |f(x_{1})-f(x_{2})|<\varepsilon } для любых точек {\displaystyle x_{1},x_{2}\in [a,b]} таких, что {\displaystyle |x_{1}-x_{2}|<\delta }.
Действительно, {\displaystyle |f(x_{1})-f(x_{2})|\leqslant |f(x_{1})-\varphi _{i}(x_{1})|+|\varphi _{i}(x_{1})-\varphi _{i}(x_{2})|+|\varphi _{i}(x_{2})-f(x_{2})|<\varepsilon /3+\varepsilon /3+\varepsilon /3=\varepsilon }, где {\displaystyle \varphi _{i}} — подходящий элемент {\displaystyle (\varepsilon /3)}-сети.
Тем самым показано, что семейство {\displaystyle F} является равностепенно непрерывным.
Другими словами, вполнеограниченность влечёт равномерную ограниченность и равностепенную непрерывность.

### Достаточность
Теперь необходимо доказать, что равномерная ограниченность и равностепенная непрерывность семейства {\displaystyle F} влечёт существование конечной {\displaystyle \varepsilon }-сети для всякого конечного {\displaystyle \varepsilon >0}.
Фиксируем {\displaystyle \varepsilon >0}.
Пусть {\displaystyle K} — это константа, которая фигурирует в определении равномерной ограниченности.
Выберем такое {\displaystyle \delta >0}, которое фигурирует в определении равномерной непрерывности и соответствует величине {\displaystyle \varepsilon /5}.
Рассмотрим прямоугольник {\displaystyle [a,b]\times [-K,K]} и разобьём его вертикальными и горизонтальными прямыми на прямоугольные ячейки размером меньше чем {\displaystyle \delta } по горизонтали и {\displaystyle \varepsilon /5} по вертикали. Пусть {\displaystyle x_{1}}, {\displaystyle x_{2}}, {\displaystyle \dots } , {\displaystyle x_{N}} — узлы этой решётки (по оси абсцисс).
Если теперь рассмотреть произвольную функцию {\displaystyle f\in F}, то для каждого узла {\displaystyle x_{i}} решётки обязательно найдётся такая точка {\displaystyle (x_{i},y_{j})} решётки, что {\displaystyle |f(x_{i})-y_{j}|<\varepsilon /5}. Если теперь рассмотреть ломаную функцию {\displaystyle \varphi }, которая в узлах принимает соответствующие значения, уклоняющиеся от функции не более чем на {\displaystyle \varepsilon /5}, то в силу того что сама функция уклоняется на каждом отрезке не более чем на {\displaystyle \varepsilon /5}, ломаная на каждом таком отрезке уклоняется не более чем на {\displaystyle 3\varepsilon /5}.
Поскольку каждая точка {\displaystyle x} отрезка {\displaystyle [a,b]} оказывается на одном из таких отрезков, скажем, {\displaystyle [x_{k},x_{k}+1]}, то получается что уклонение функции от построенной таким образом ломанной не превосходит {\displaystyle \varepsilon }:
{\displaystyle |f(x)-\varphi (x)|\leqslant |f(x)-f(x_{k})|+|f(x_{k})-\varphi (x_{k})|+|\varphi (x_{k})-\varphi (x)|<\varepsilon /5+\varepsilon /5+3\varepsilon /5=\varepsilon }.
Тем самым показано, что конечная (!) система ломанных функций указанного вида является {\displaystyle \varepsilon }-сетью для заданного {\displaystyle \varepsilon >0}.

## Приложения
Теорема Арцела находит своё применение в теории дифференциальных уравнений.
В теореме Пеано (о существовании решения задачи Коши) строится система функций, которая в теории дифференциальных уравнений носит название ломаных Эйлера. Эта система оказывается равномерно ограниченным и равностепенно непрерывным семейством функций, из которого, согласно теореме Арцела можно выделить равномерно сходящуюся последовательность функций, предел которой и будет искомым решением задачи Коши.